# ピエール・ガスリー
ピエール・ジャン＝ジャック・ガスリー（Pierre Jean-Jacques Gasly, 1996年2月7日 - ）は、フランス・ルーアン出身のレーシングドライバー。2016年の「GP2シリーズ」チャンピオン。2017年は「スーパーフォーミュラ」に参戦。同年のマレーシアGPでF1デビューを果たした。

## 経歴

### GP2シリーズ
2014年の第9戦イタリアラウンドから途中参戦という形で、GP2シリーズへ出場する。トム・ディルマンに代わりケータハム・レーシングからの出走となった。最高位は第10戦ロシアラウンドのレース1・2で記録した11位でポイント獲得はならなかった。ポストシーズンとなる2015年1月ウィリアムズF1チームで開発ドライバーを務めるアレックス・リンと共に、フランスのチームであるDAMSからレースドライバーとしての加入が決まる。フルシーズンを戦い4回の表彰台圏内でフィニッシュをするが、総合順位ではチームメイトを上回ることが出来ず全体の8位で終える。
2016年は再びチームを変えてプレマ・パワーチームから3度目のシーズンに挑んだ。チームメイトは昨年マスターズF3でタイトルを獲得し、初参戦となるアントニオ・ジョヴィナッツィ。開幕戦から2連続表彰台、第9戦シルバーストンではレース前の自動車事故で母親が大怪我をし、自分も椎骨を骨折しながら初勝利を挙げた。その後も常にトップ争いをする走りを見せたが、ホッケンハイムのフィーチャーレースでは車検不合格で失格。モンツァのフィーチャーレースではトップ独走からピットインした直後にクラッシュが発生し、セーフティカーが誤ってラップリーダーのラファエル・マルチェッロではなくガスリーの前に出てしまうという珍事に巻き込まれ勝利を逃した。最終戦アブダビのフィーチャーレース（レース1）ではポールトゥウィンを決めてポイントリーダーへ浮上。スプリントレース（レース2）でライバルに逆転されなかったため、2016年のGP2シリーズチャンピオンを獲得した。

### スーパーフォーミュラ／フォーミュラE
2017年はF1のトロ・ロッソへの昇格が確実と見られていたが、ダニール・クビアトの契約延長により断念。結果、2015年のGP2王者ストフェル・バンドーンと同じく、日本のスーパーフォーミュラ（SF）へ参戦した。ホンダエンジンユーザーのチーム無限に所属し、ガスリー車のみレッドブルカラー仕様とされる。
第4戦もてぎでSF初勝利を挙げると、第5戦オートポリスでは上位勢唯一のソフトタイヤスタートが成功して連勝。最終戦鈴鹿を残し、ランキング首位の石浦宏明から0.5ポイント差につけた。この頃、すでにF1への参戦を始めており、同日に開催されるアメリカGPのどちらに参戦するか注目されたが、最終的にSFのチャンピオンを目指すことを選択した。決勝当日は台風21号の影響で中止が予想されたため、ガスリーは予選PPの1ポイント獲得を狙ってアタックしたが1コーナーでスピン。結局レースは中止となるが、ルーキー・オブ・ザ・イヤーを獲得した。
また、2017年7月にはFIA 世界耐久選手権（WEC）に出場するセバスチャン・ブエミの代役としてフォーミュラEニューヨーク大会2連戦にスポット参戦。e.DAMSのルノーZ.E.16をドライブし、2レース目（Rd.10）では4位に入賞した。

### F1

#### 2017年以前

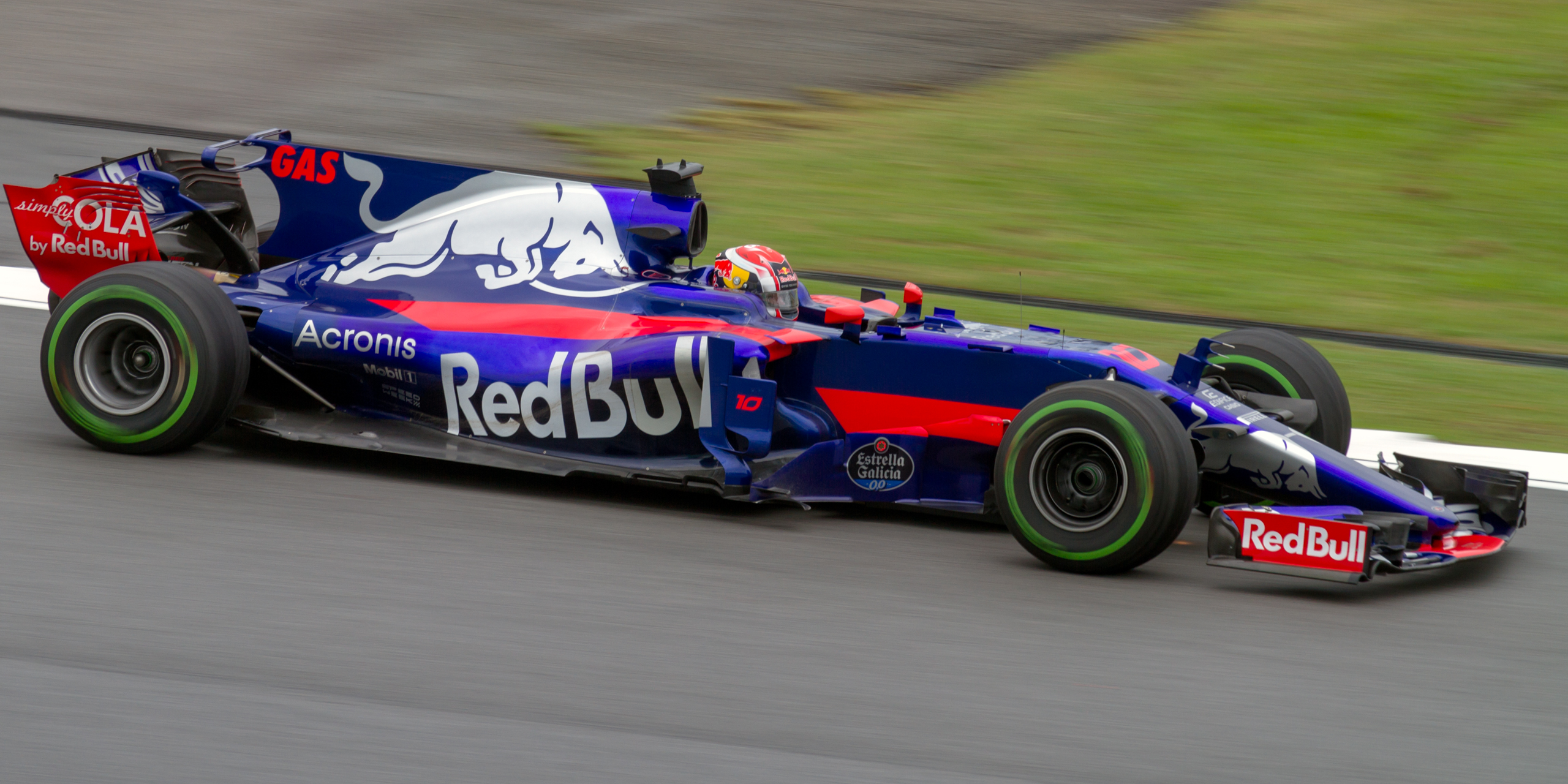
2017年マレーシアGPフリー走行

2015年9月、レッドブル・レーシングよりリザーブドライバーとして契約したことを発表。2016年も引き続き同職に携わる。
2017年9月26日、トロ・ロッソはマレーシアGPと日本GPでレギュラードライバーのダニール・クビアトの代わりにガスリーの起用を発表。カーナンバーは「10」を選択した。ポイント獲得はならなかったが、出走した5戦すべてで完走を果たした。前述のとおり、日程が重なるスーパーフォーミュラ最終戦とアメリカGPのどちらに参戦するか注目されていたが、ガスリーはスーパーフォーミュラに参戦し、アメリカGPにはブレンドン・ハートレイの起用が発表された。また、ブラジルGP後となる11月17日、トロ・ロッソから2018年のドライバーとしてガスリーとハートレイの起用が発表された。

#### 2018年
2018年、予定通りパワーユニット（以下PU）をルノーからホンダに変更したトロ・ロッソよりフル参戦を果たす。チームメイトは前述の通りブレンドン・ハートレイとなる。

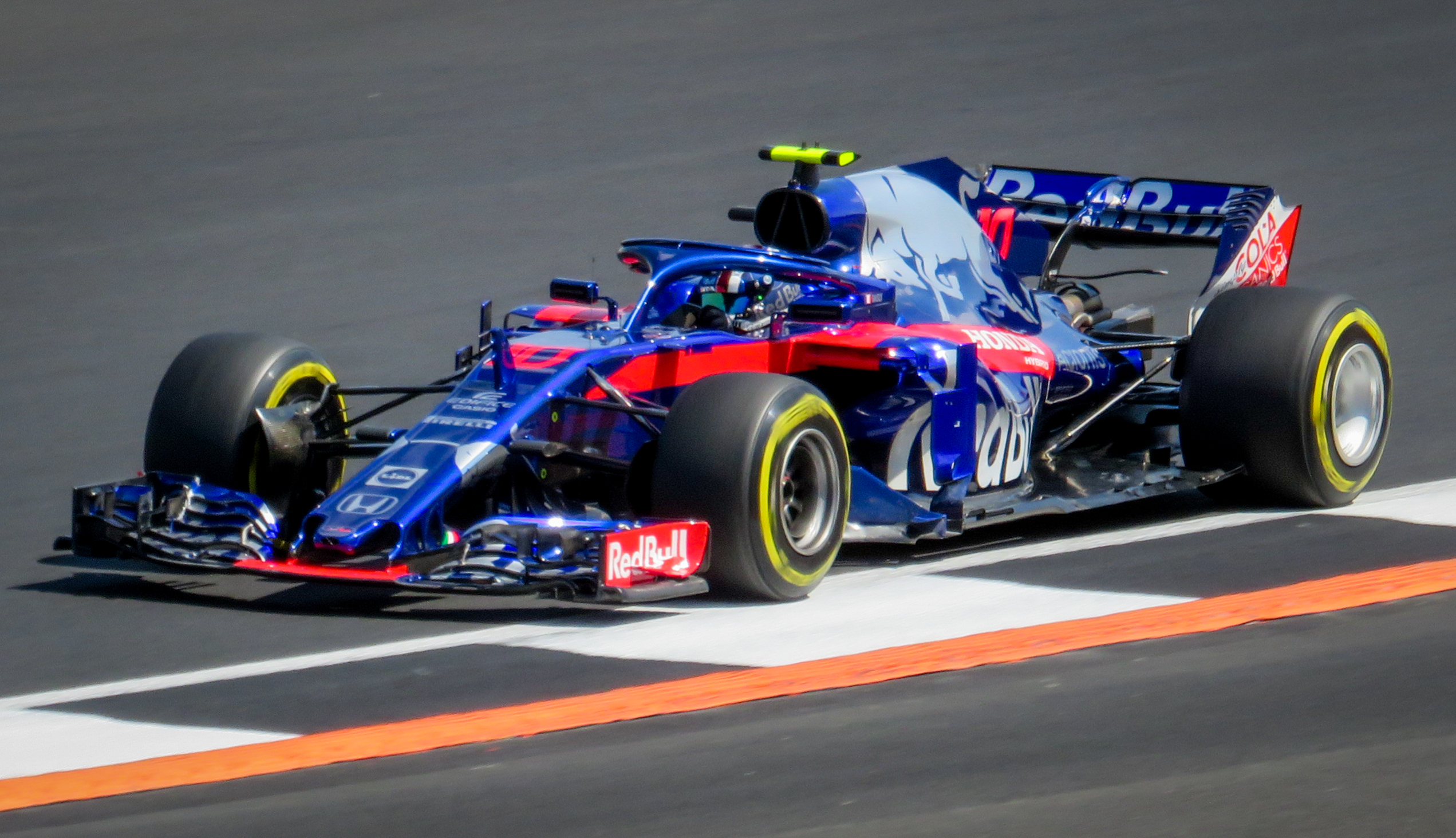
2018年イギリスGP

第2戦バーレーンGPでは予選6位を獲得。決勝でもトップ3チームのうちのレッドブルの2台、フェラーリの1台が姿を消す荒れたレース展開となった中、ライバルの追い上げを凌ぎ4位入賞し自身初ポイントを獲得。またこれは、新生トロ・ロッソホンダの初ポイントであり、ホンダ第4期F1活動における最高順位（これまではマクラーレンのフェルナンド・アロンソの5位）を更新するものでもあった。また、トロロッソの歴代のなかでも数少ない4位入賞者の一人となった。
その後も、開幕前の急なPU変更による設計変更の影響などでマシンのセットアップが安定しないながらも、バーレーンGPの4位入賞を筆頭に計5回入賞。これらの活躍が認められ、ルノーへの移籍が決まったダニエル・リカルドの後任として、2019年シーズンからレッドブルへ昇格することが決まった。

#### 2019年
サマーブレイク前（第12戦まで）
2019年はマックス・フェルスタッペンと組む。2018年シーズン終了直後のアブダビテストの二日目で、下馬評通りシャルル・ルクレールのすぐ後ろにつけた。

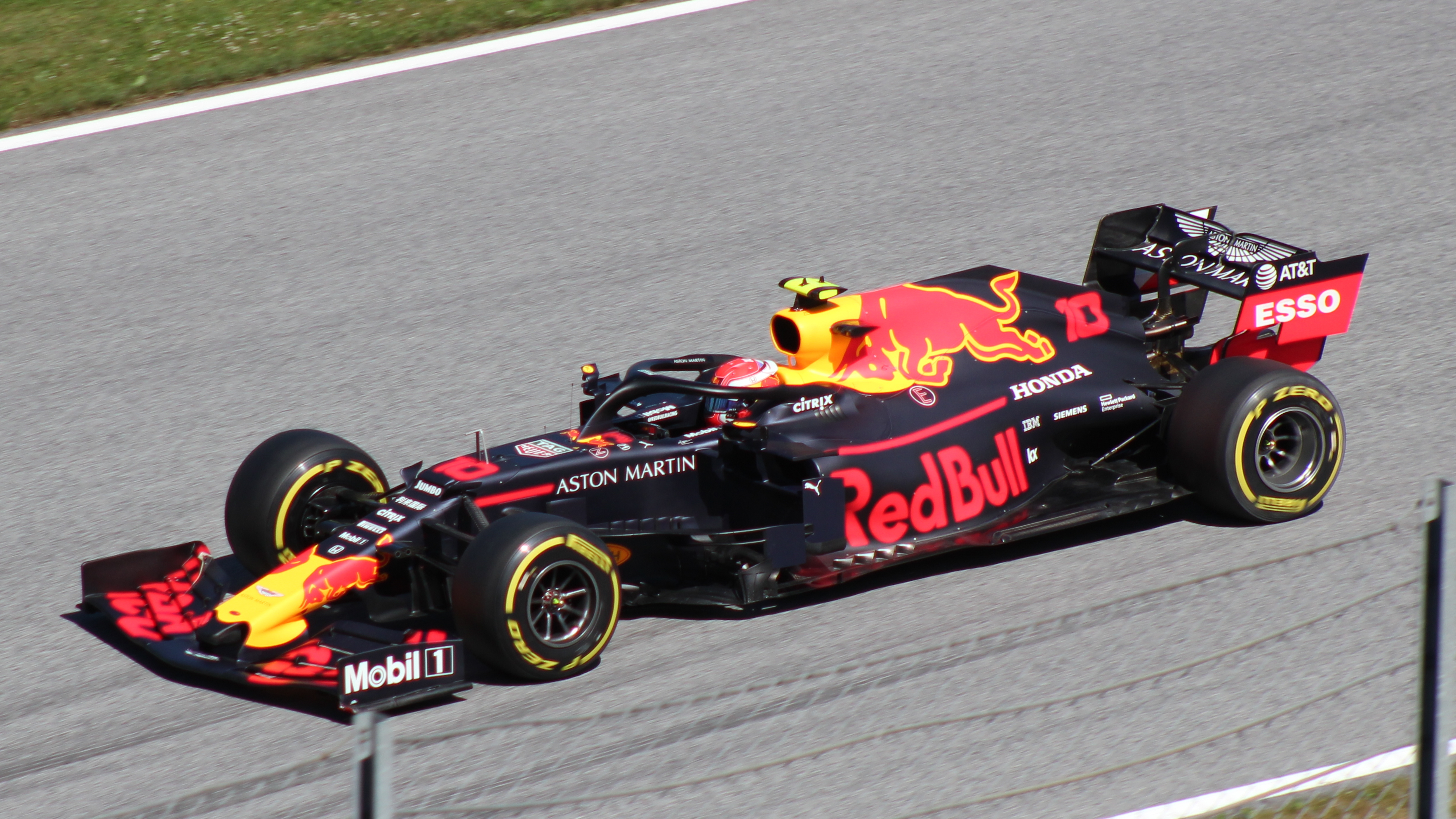
2019年オーストリアGP

しかし、シーズンの方は苦戦を強いられた。そもそも、ガスリーの不振についてはいくつかの見方があったが、第2戦後にガスリー自身もマシンの特性の違いの対応に苦戦しているとコメントしていたように、少なくとも第8戦までは、シャシー側の問題に苦慮し、そのうち今季導入されたフロントウイングに関するレギュレーション変更の対応が後手にまわったことや今季のピレリタイヤへの適応に苦戦していることを認めていたようにその影響を受けた面もあった。
そのため、第8戦までは擁護する姿勢を示しており、レッドブル側も今季一杯は起用する方針であることをコメントしていた。
だが、第9戦オーストリアGPでフェルスタッペンのみに投入されたアップデートパーツが成功したことや今までの結果から、チームのコメントも重くなり、今季はともかく来季は厳しいのではという見方が強くなり始めた。そのうえ、第11戦ドイツGPでのガスリーのミスについては直接的な批判をするコメントが出たうえ、第12戦ハンガリーGP後にはチームからの評価が厳しくなっていることを示唆するコメントが出された。
それ以前に周囲は同チームの歴史におけるクビアトの事例やサマーブレイク前の第12戦までに特筆する結果を出せなければシートが厳しいのではという見方がされており、サマーブレイク前までトロ・ロッソで参戦中のドライバーであるアレクサンダー・アルボンかクビアトとの交代がシーズン中に起きるのではという噂が絶えなかった。
そもそも、第3戦までガスリー車のリアダンパーに異常があり、その3戦については物理的な要因があったと言えた。しかし、第4戦以降も成績という点では後れを取っていると称されるのは避けられず、シーズン前半の成績で比較しても、数字だけ見れば、明確な差がついていることが表れており、むしろチームランキングでレッドブルの下にあたるマシンに負けるケースが目立った。また、ヘルムート・マルコはシーズン前半のガスリーのパフォーマンスはプレシーズンテストで2度のクラッシュを起こしテスト用のパーツ不足を起こしてしまいテストの計画を狂わせてしまった件が影響し、そこから立ち直ることができていないと分析していた。実際、これによってテストの走行時間が減ってしまい、ヘルムート・マルコからテストの計画に影響が出たことを認めるコメントも残っている。
この頃の苦戦については、前述の通り、シャシーの問題の影響もあるが、2020年の記事となるものの、第三者から見てガスリーは比較的にリアが安定したマシンを好む傾向があり、それに該当しないRB15は、ガスリーのドライビングスタイルに合っていないマシンであったため苦戦していたのではと回顧されることも多い。
サマーブレイク後（第13戦以降）

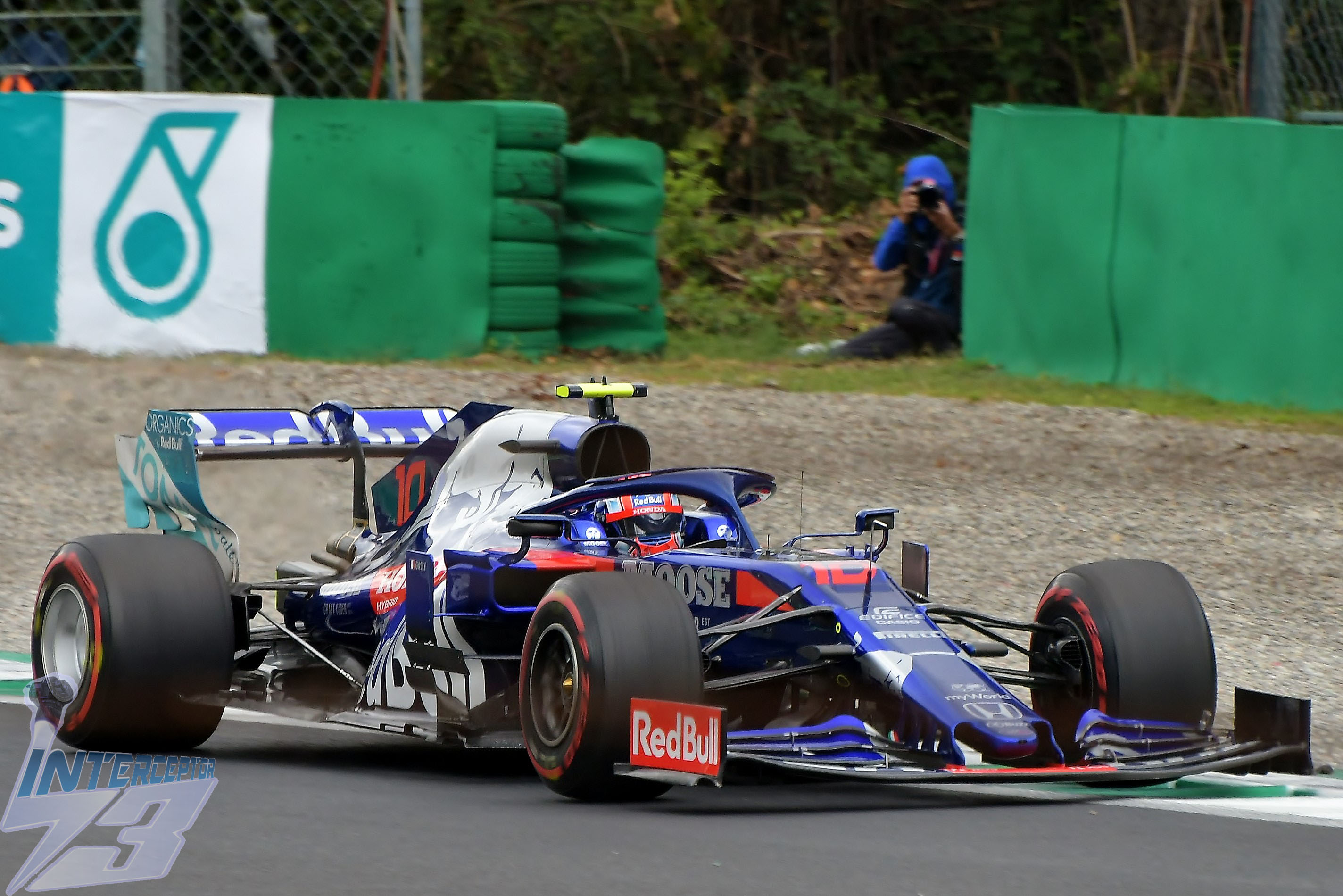
2019年イタリアGP

そんななか、サマーブレイク期間にあたる8月12日、アレクサンダー・アルボンのレッドブル昇格によりベルギーGP以降の残りのシーズンをトロロッソで走ることが発表。
ただ、チーム側は「2020年以降のフェルスタッペンのチームメイトとして誰を起用するのがいいのかを決定するために、アルボンのパフォーマンスを評価することが目的となっている」とコメントしたように、（交代発表時点では確定していないものの）フェルスタッペンのチームメイトをだれにするかという流れの一環としている。ちなみに、このやり方は前例があり、2005年にクリスチャン・クリエンとヴィタントニオ・リウッツィを交代で走らせた件と類似している。チームはこの決断について、直接的な理由は「オーバーテイク能力不足」を挙げたが、特に第12戦ハンガリーGPの結果が交代の決断を確定させる要因になってしまったとしている。
そんな中、シーズン後半戦を迎えたが、第13戦ベルギーGPで9位入賞を果たし、それを含めた第19戦アメリカGPまでの7戦中4戦で入賞。また、第17戦日本GPから第19戦アメリカGPまで予選Q3進出を達成。第20戦の直前、来季のトロロッソ残留が発表された。発表後に行われたブラジルGP予選ではQ3進出のベスト・オブ・ザ・レスト7番手（決勝はシャルル・ルクレールのペナルティの関係で6番手スタート）を獲得。決勝は終盤のルイス・ハミルトンの追撃に耐えてトロロッソ史上3回目、チームとしては同シーズンで2回目の表彰台となる2位でチェッカーを受けた。
最終戦を接触によりノーポイントで終わってしまったため、僅差でドライバーズランキング6位の座を逃した。前半戦の不振から、一時はF1のシート喪失も噂されたが、後半戦の活躍により、ブラジルGPの直前にトロロッソでの続投が発表された。

#### 2020年

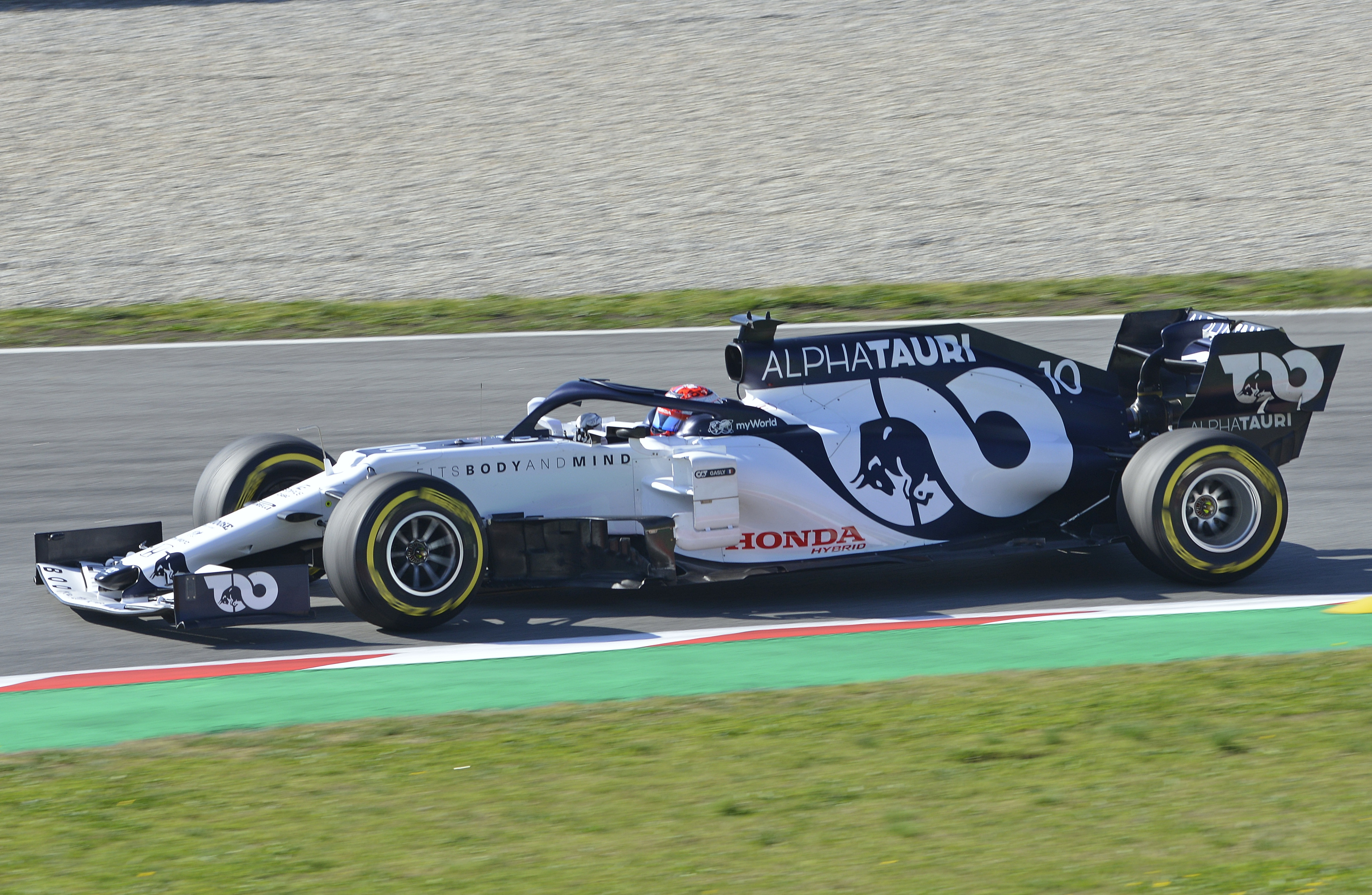
2020年カタロニアテスト

トロロッソからコンストラクターを改称した「スクーデリア・アルファタウリ」より継続して参戦。チームメイトは2019年後半と同じダニール・クビアト。
プレシーズンテストは割り当てられたテストを順調にこなし、シーズンに備えた。開幕戦は7位入賞を記録。第2戦で今季初の予選Q3進出を果たしてから、以降も複数回Q3進出を記録。予選成績だけなら第6戦までクビアトに勝利し続けた。
第7戦ベルギーGPでは前年にF2ベルギー戦のクラッシュで他界したアントワーヌ・ユベールに花束を手向け哀悼の意を示した。決勝はセーフティーカーによってレース戦略が狂ってしまいピットイン後は最後尾まで下がる事態となったが、そこから猛烈に追い上げ8位まで挽回する走りを見せた。翌第8戦イタリアGPはチームのホームグランプリであったが、予選Q3進出の10番手スタートとなった。決勝はセーフティカー（SC）出動前まではトップ2を除き団子状態となったため、膠着状態に陥ったが、SC出動直前にタイヤ交換を行う結果となった事やそれに関連して他車のタイヤ交換に伴いトラックポジションを上げる幸運に恵まれた。そして、シャルル・ルクレール（フェラーリ）のクラッシュに伴う赤旗中断を経て再スタートし、混戦を潜り抜け首位へ浮上。2位カルロス・サインツJr.（マクラーレン）とのマッチレースを制して初優勝を飾った（後述のエピソード参照）。
第9戦こそリタイアとなるが、第10戦以降の成績は3戦連続入賞も含め計5回入賞。第12戦ポルトガルGPでは、金曜日のフリー走行でマシンが炎上するトラブルに見舞われながらも決勝ではタイヤをうまく使いこなし5位入賞を果たし、第8戦に次ぐ成績を記録。第13戦エミリア・ローマニャGPでは予選で自身最高位タイとなる4位を記録した（同決勝はマシントラブルでリタイア）。最終的にはドライバーズランキング10位となった。
前年に自身と入れ替わりでレッドブルに移籍したアルボンが不振に陥っていることもあり、来季から再びレッドブルに戻るのではないかと推測されることもあったが、10月28日、来季もアルファタウリに残留することが発表された。再昇格が検討されなかった理由として公式なコメントで残っているのは二つあり、一つ目はアルファタウリ自体がリブランドされたチームとなった関係でアルファタウリ側にもエースが必要であり、その観点からガスリーの起用を優先しなかったとコメント。二つ目はアルボンと入れ替えても、レッドブルのマシンの特性に影響されて再度失敗することになる可能性が高いと分析した点を挙げている。

#### 2021年

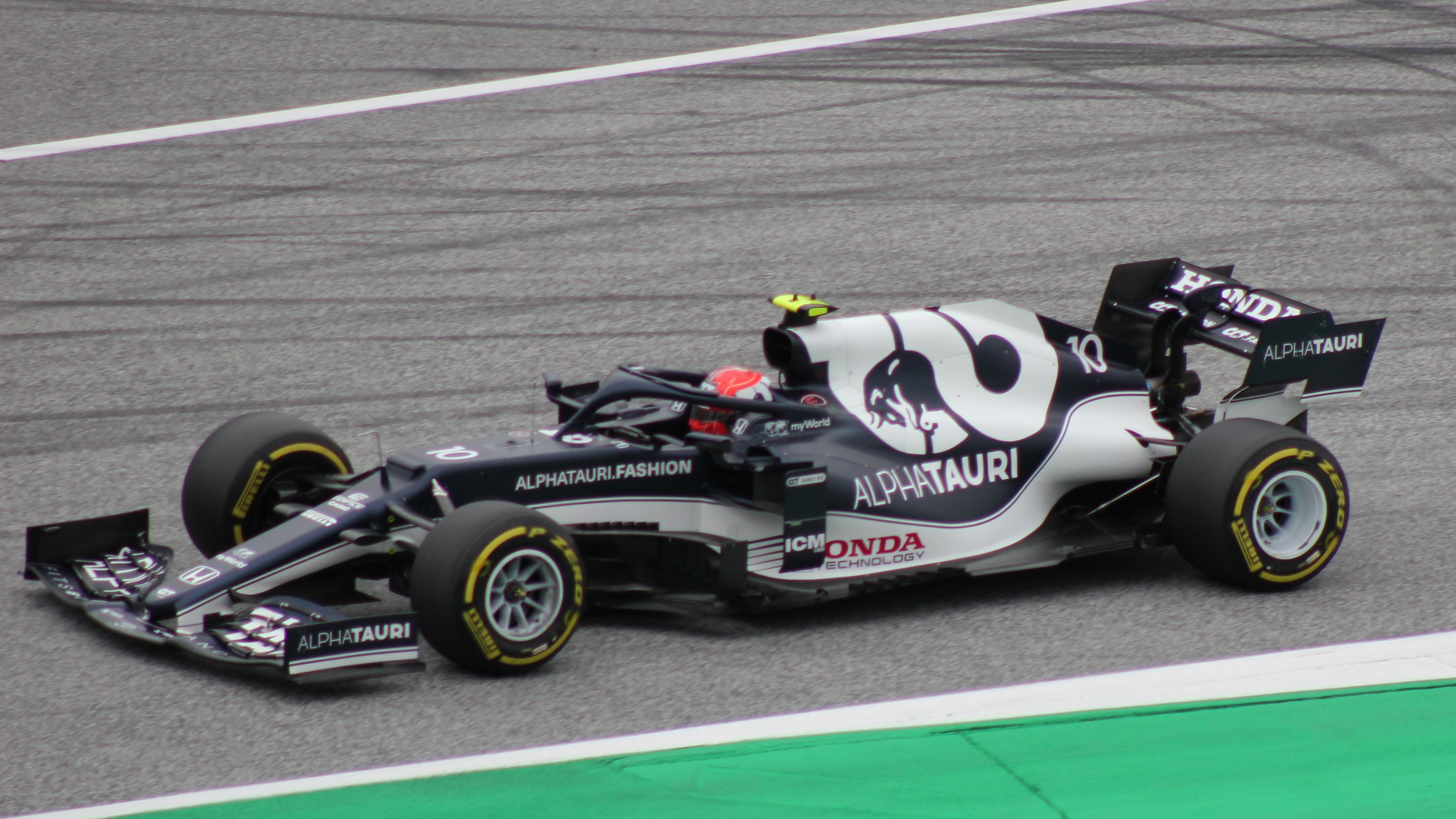
2021年オーストリアGP

予定通りアルファタウリから参戦。チームメイトは2020年のフォーミュラ2に参戦していた角田裕毅となる。
開幕戦では予選で5番手を獲得するものの、決勝はスタート直後の混戦の過程でダニエル・リカルド（マクラーレン）と接触。フロントウイングとフロアを破損し、予定外のピットインとなり、フロントウイング交換後、レースに復帰したものの、終盤にギヤボックスの異常が発生したためリタイアとなった（ただし、記録上は90%以上の距離を走行したため規定により完走扱いの17位となっている）。第2戦も予選5番手となり、決勝は天候に翻弄されながらも8位でチェッカーを受け、今季初入賞を記録した（また、前の順位のマシンの1台がペナルティによる降格で生じた順位変動により、記録では7位入賞となっている）。
第6戦アゼルバイジャンGPでは、予選で自己最高位タイとなる4番手を獲得。決勝はレースの大半を上位で走行し、レース終盤の赤旗中断からのリスタート後、シャルル・ルクレール（フェラーリ）との3位争いを制し、表彰台を獲得した。
第20戦カタールGPでは、他のドライバーのペナルティの影響もあり2番手からのスタートとなったが、決勝ではペースが上がらず11位でフィニッシュした。

最終的に今季のドライバーズランキングでは自己最高となる110ポイントを獲得し、9位となった。

#### 2022年

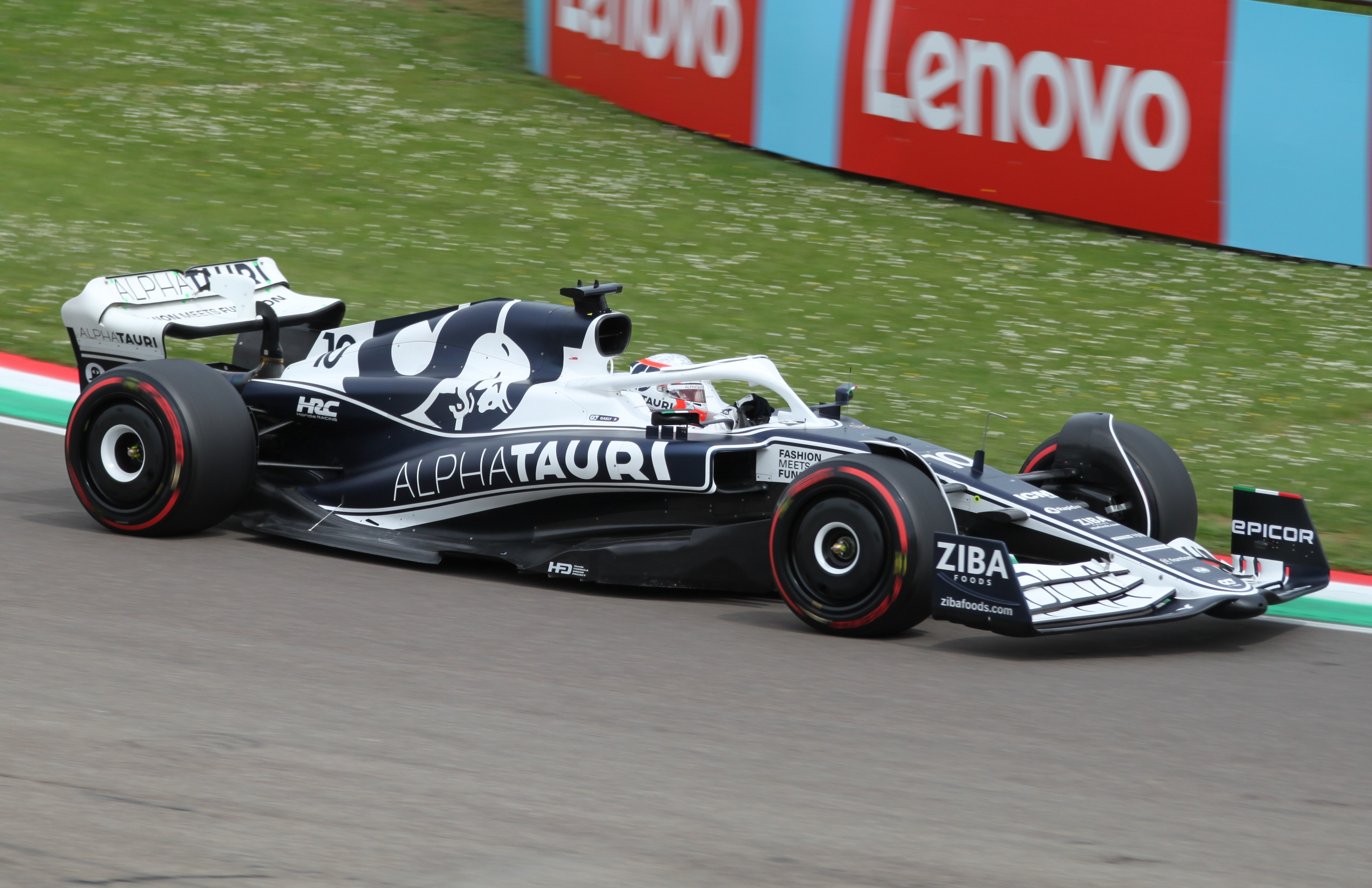
2022年エミリア・ロマーニャGP

引き続きアルファタウリから参戦。チームメイトは角田裕毅。
2022年F1開幕戦バーレーンGPのフリー走行1回目でトップタイムをマークした。ヘルメットを水色と黄色のウクライナカラーにしている。
自身のシートに関しては、6月24日に2023年シーズンもアルファタウリから参戦することが発表されていた。しかし、セバスチャン・ベッテル（アストンマーティン)
が今季限りでF1から引退し、8月1日にフェルナンド・アロンソ（アルピーヌ）がベッテルの穴を埋める形で2023年からアストンマーティンから参戦するに加え、リザーブドライバーのオスカー・ピアストリがアロンソの後任としてレギュラードライバーに昇格するはずが、アルピーヌと契約していない旨をSNSで発信したことで状況が一変。アルファタウリと契約を交わした後にもかかわらず、アロンソの後任でアルピーヌ入りするのではないかとの噂が立ち始める。というのも、ガスリーとレッドブルの契約間にはアルファタウリよりも上位のチームからオファーがあった場合に備え、契約解除条項が存在していると伝えられていた。レッドブルは5月にセルジオ・ペレスと2024年末まで契約延長することを既に明らかにしており、それが意味するのはガスリーが望むレッドブルへの昇格が2年間できないこと、そしてトップを狙えるチームから参戦できないことであった。

#### 2023年

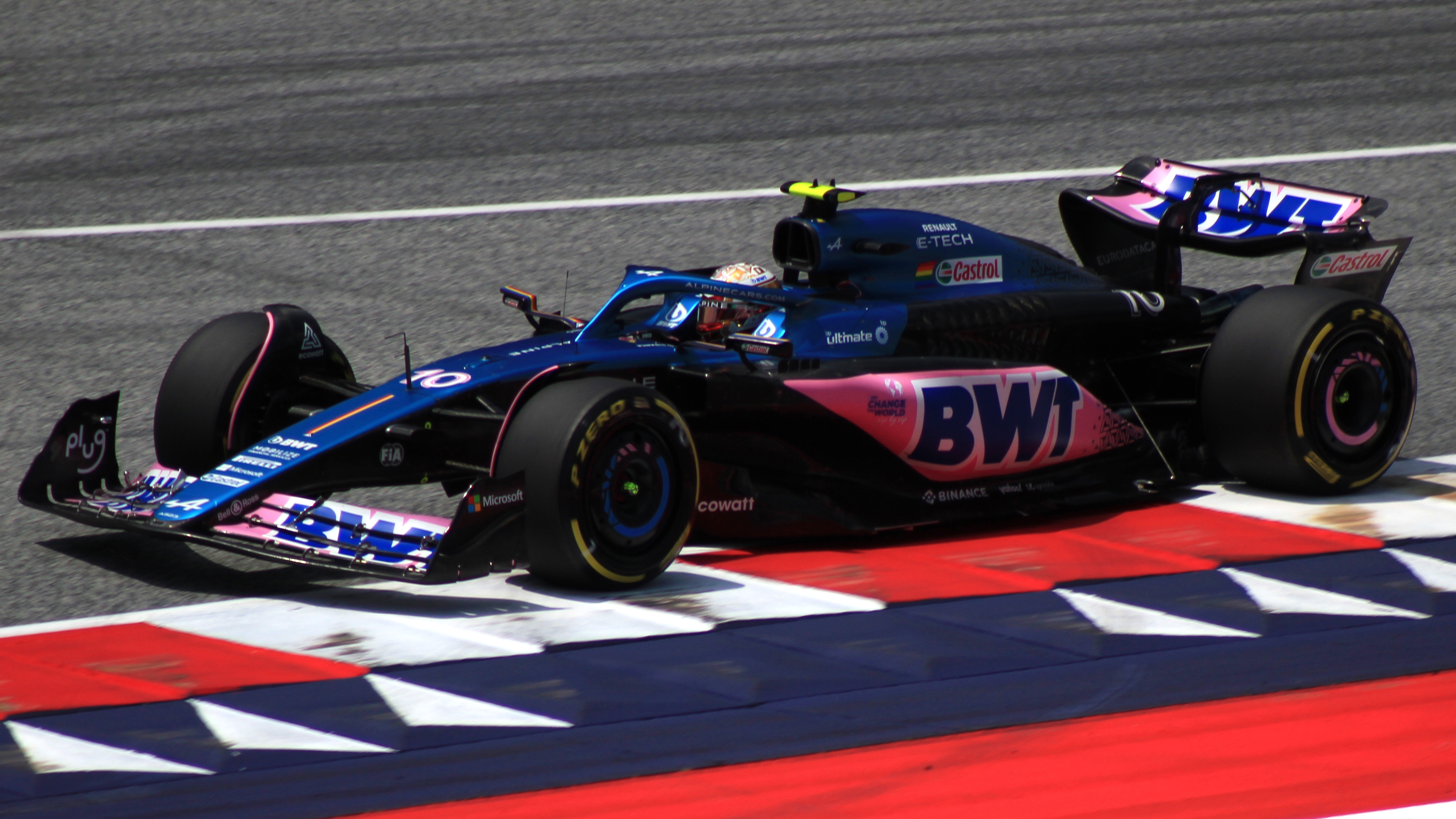
2023年オーストリアGP

2022年日本グランプリ開催期間中の10月8日、噂通り2023年シーズンよりアルピーヌへ移籍することが発表された。チームメイトは同郷フランスのエステバン・オコンとなる。

## エピソード
- 5人兄弟の末っ子に生まれ、父親や兄たちもモータースポーツ愛好者[93]。家庭が経済的に苦しい時もあったが、ガスリーは成績を残すことでスポンサーやスカラシップの支援を得てレースキャリアを築いてきた[94]。自分がF1に参戦することで、資金力が全てではないということを若手ドライバーたちに示せたと語っている[95]。
- 同郷のエステバン・オコンは幼少期からの知人。ガスリーは幼少期にサッカーをしていたが、オコンの父親から「エステバンのゴーカートに乗ってみないか?」と誘われたことがモータースポーツを始めるきっかけになった[96]。しかし、カート時代のFFSA（フランスモータースポーツ連盟）による奨学金の選考で両者の間に軋轢が生まれ、その後はお互いに当たり障りのないコメントをし合う冷めた仲となった[97]。
- テニスのウインブルドン選手権をガスリーが観戦した日に偶然来ていたオコンに出会ったことがある（オコンはこの時のことを『（同じフランス人だから）考えてる事は一緒だね』と語っている）。2017年にスポット参戦という形でF1のシートを得た際に、オコンはガスリーに祝福するコメントを出していた。逆にオコンが2019年のシートを得られない状況に陥った際、ガスリーは同情するコメント[98]を出している。2023年、ガスリーがアルピーヌへ移籍し二人はF1の世界でチームメイトとなった。因縁とも言えるオコンとの関係をガスリーは、「尊敬しており仕事仲間として申し分ない」としつつも「一緒に過ごす時間は殆どないし友達とは言わない」とコメントしている[99]。
- F1で固定カーナンバーに選んだ「10番」は、フォーミュラ・ルノー2.0ユーロカップでチャンピオンを獲得した時の番号であり、サッカー少年時代のアイドルだったジネディーヌ・ジダンへのオマージュでもある[93]。
- レッドブル育成ドライバーとして4度のワールドチャンピオンを獲得したセバスチャン・ベッテルはメンターであり良き先輩。GP2タイトルを獲得したにもかかわらずF1昇格のチャンスを得られなかったガスリーは、当時面識のなかった大先輩のベッテルに直に相談。既にレッドブルを離れフェラーリに在籍していたにもかかわらず、ベッテルは親身になって後輩の相談[100]に乗った過去がある。また、この師弟関係は一時的なものではなく、ガスリーがF1に昇格した後も続いており、2020年イタリアグランプリで優勝した際、母国のエマニュエル・マクロン大統領を筆頭に数え切れない数の祝福のメッセージを受け取るなか[101]、ベッテルから「僕らはこのチームで勝利を掴んだたった2人のドライバーだ」という祝福のメッセージ[102]をもらったことを明かしている。
- ジュール・ビアンキはFFSAアカデミー時代から尊敬していた友人だった[103]。
- 2019年9月にF2に参戦しレース走行中の事故[104]により他界した同郷のアントワーヌ・ユベールとはカート時代の同期であり、シャルル・ルクレールも同じレースで走ったこともあった。二人とも彼と幼少時代からの親友で、ガスリーの場合、近所で同じ学校に通うクラスメートでもあった。そのため、F1ベルギーGP決勝終了後のコメントでは悲痛な気持ちであることを吐露[105]。当時もルクレールと並んで悲しみに暮れる様子を見せていた。また、翌年となる2020年ベルギーグランプリ前のインタビューでユベールとの思い出を語り、降格した直後、彼から「実力を証明して見返してやればいいじゃないか」という励ましのメッセージをもらっていたことも明かし[106]、改めて彼に哀悼の意を示した[64]。
- 2020年イタリアグランプリにてキャリア初優勝を飾ったが、いくつかの話題が生まれている。
  - チームとしては前身のトロロッソ時代から12年ぶり[107]の優勝。
  - フランス人ドライバーとしてはオリビエ・パニスの1996年モナコグランプリを制覇して以来24年ぶりの優勝[66]。
  - エンジン関連では、ホンダエンジンとしては1992年イタリアグランプリ以来28年ぶりのイタリアGP優勝。ちなみに、パニスが所属していたチームは、フランス国籍のリジェだが、この年使用していたエンジンは無限ホンダなうえ[66]、無限ホンダとして最後の勝利を挙げたグランプリは奇しくもイタリアGP（1999年イタリアグランプリ）であり、厳密には違うもののホンダという点では共通点が生まれることとなった。
  - ホンダとアルファタウリ（トロ・ロッソ）が組んで50戦目となる節目のレースでの優勝であった。
- この2020年イタリアGPのガスリーが、F1で優勝した最後のGP2チャンピオン（2016年王者）となっている。
- 日本語もある程度は理解できるようで、2021年のプレシーズンテストではチームメイトの角田裕毅に無線で「頑張って」と日本語で語るシーンが見られた。角田とはその後も度々じゃれ合う様子がアルファタウリのSNSなどで公開されており、一部では「ベストカップル」などと呼ばれた[108]。2023年にアルピーヌへ移籍したため角田とは別のチームになったが、イタリアGP前に角田を自宅に招待するなどその関係性は現在も変わっていない[109]。

## レース戦績

### 略歴
| 年      | シリーズ                                        | 所属チーム                                 | レース             | 勝利               | PP                 | FL                 | 表彰台             | ポイント           | 順位               |
| ------- | ----------------------------------------------- | ------------------------------------------ | ------------------ | ------------------ | ------------------ | ------------------ | ------------------ | ------------------ | ------------------ |
| 2011    | フランス・F4選手権（英語版）                    | オートスポーツ・アカデミー（英語版）       | 14                 | 4                  | 2                  | 1                  | 7                  | 104                | 3位                |
| 2012    | ユーロカップ・フォーミュラ・ルノー2.0（英語版） | R-ace GP（英語版）                         | 14                 | 0                  | 1                  | 0                  | 2                  | 49                 | 10位               |
| 2012    | フォーミュラ・ルノー2.0 NEC（英語版）           | R-ace GP（英語版）                         | 7                  | 0                  | 0                  | 0                  | 1                  | 78                 | 23位               |
| 2013    | ユーロカップ・フォーミュラ・ルノー2.0           | テック1・レーシング（英語版）              | 14                 | 3                  | 4                  | 2                  | 8                  | 195                | 1位                |
| 2013    | フォーミュラ・ルノー2.0 アルプス（英語版）      | テック1・レーシング（英語版）              | 6                  | 0                  | 0                  | 0                  | 3                  | 72                 | 6位                |
| 2013    | ポー・フォーミュラ・ルノー2.0 トロフィー        | テック1・レーシング（英語版）              | 1                  | 0                  | 0                  | 0                  | 0                  | N/A                | 7位                |
| 2014    | フォーミュラ・ルノー3.5 シリーズ                | アーデン・モータースポーツ（英語版）       | 17                 | 0                  | 1                  | 3                  | 8                  | 192                | 2位                |
| 2014    | GP2シリーズ                                     | ケータハム・レーシング（英語版）           | 6                  | 0                  | 0                  | 0                  | 0                  | 0                  | 29位               |
| 2015    | GP2シリーズ                                     | DAMS                                       | 21                 | 0                  | 3                  | 1                  | 4                  | 110                | 8位                |
| 2015    | フォーミュラ1                                   | インフィニティ・レッドブル・レーシング     | リザーブドライバー | リザーブドライバー | リザーブドライバー | リザーブドライバー | リザーブドライバー | リザーブドライバー | リザーブドライバー |
| 2015    | フォーミュラ1                                   | スクーデリア・トロ・ロッソ                 | テストドライバー   | テストドライバー   | テストドライバー   | テストドライバー   | テストドライバー   | テストドライバー   | テストドライバー   |
| 2016    | GP2シリーズ                                     | プレマ・レーシング                         | 22                 | 4                  | 5                  | 4                  | 9                  | 219                | 1位                |
| 2016    | フォーミュラ1                                   | レッドブル・レーシング                     | リザーブドライバー | リザーブドライバー | リザーブドライバー | リザーブドライバー | リザーブドライバー | リザーブドライバー | リザーブドライバー |
| 2016    | フォーミュラ1                                   | スクーデリア・トロ・ロッソ                 | テストドライバー   | テストドライバー   | テストドライバー   | テストドライバー   | テストドライバー   | テストドライバー   | テストドライバー   |
| 2016-17 | フォーミュラE                                   | ルノー・e.dams                             | 2                  | 0                  | 0                  | 0                  | 0                  | 18                 | 16位               |
| 2017    | フォーミュラ1                                   | スクーデリア・トロ・ロッソ                 | 5                  | 0                  | 0                  | 0                  | 0                  | 0                  | 21位               |
| 2017    | スーパーフォーミュラ                            | Team Mugen                                 | 7                  | 2                  | 0                  | 0                  | 3                  | 33                 | 2位                |
| 2017    | フォーミュラ1                                   | レッドブル・レーシング                     | リザーブドライバー | リザーブドライバー | リザーブドライバー | リザーブドライバー | リザーブドライバー | リザーブドライバー | リザーブドライバー |
| 2018    | フォーミュラ1                                   | レッドブル・トロ・ロッソ・ホンダ           | 21                 | 0                  | 0                  | 0                  | 0                  | 29                 | 15位               |
| 2019    | フォーミュラ1                                   | アストンマーティン・レッドブル・レーシング | 12                 | 0                  | 0                  | 2                  | 0                  | 95                 | 7位                |
| 2019    | フォーミュラ1                                   | レッドブル・トロ・ロッソ・ホンダ           | 9                  | 0                  | 0                  | 0                  | 1                  | 95                 | 7位                |
| 2020    | フォーミュラ1                                   | スクーデリア・アルファタウリ・ホンダ       | 17                 | 1                  | 0                  | 0                  | 1                  | 75                 | 10位               |
| 2021    | フォーミュラ1                                   | スクーデリア・アルファタウリ・ホンダ       | 22                 | 0                  | 0                  | 1                  | 1                  | 110                | 9位                |
| 2022    | フォーミュラ1                                   | スクーデリア・アルファタウリ               | 22                 | 0                  | 0                  | 0                  | 0                  | 23                 | 14位               |
| 2023    | フォーミュラ1                                   | BWT・アルピーヌF1チーム                    | 22                 | 0                  | 0                  | 0                  | 1                  | 62                 | 11位               |
| 2024    | フォーミュラ1                                   | BWT・アルピーヌF1チーム                    | 24                 | 0                  | 0                  | 0                  | 1                  | 42                 | 10位               |
| 2025    | フォーミュラ1                                   | BWT・アルピーヌF1チーム                    | 14                 | 0                  | 0                  | 0                  | 0                  | 20*                | 14位*              |

- * : 現状の今シーズン順位。

### フランス・F4選手権
| 年                | 1         | 2         | 3        | 4        | 5       | 6         | 7       | 8       | 9       | 10      | 11      | 12      | 13    | 14      | 順位 | ポイント |
| ----------------- | --------- | --------- | -------- | -------- | ------- | --------- | ------- | ------- | ------- | ------- | ------- | ------- | ----- | ------- | ---- | -------- |
| 2011年 （英語版） | LÉD 1 Ret | LÉD 2 Ret | NOG 1 10 | NOG 2 10 | PAU 1 3 | PAU 2 Ret | VDV 1 6 | VDV 2 9 | SPA 1 2 | SPA 2 1 | ALB 1 3 | ALB 2 1 | LEC 1 | LEC 2 1 | 3位  | 104      |

- 太字はポールポジション、斜字はファステストラップ。(key)

### フォーミュラ・ルノー2.0 NEC
| 年                | エントラント        | 1         | 2        | 3        | 4       | 5       | 6     | 7     | 8     | 9     | 10    | 11      | 12      | 13    | 14    | 15    | 16    | 17    | 18    | 19    | 20    | DC   | ポイント |
| ----------------- | ------------------- | --------- | -------- | -------- | ------- | ------- | ----- | ----- | ----- | ----- | ----- | ------- | ------- | ----- | ----- | ----- | ----- | ----- | ----- | ----- | ----- | ---- | -------- |
| 2012年 （英語版） | R-ace GP （英語版） | HOC 1 Ret | HOC 2 13 | HOC 3 17 | NÜR 1 3 | NÜR 2 6 | OSC 1 | OSC 2 | OSC 3 | ASS 1 | ASS 2 | RBR 1 6 | RBR 2 5 | MST 1 | MST 2 | MST 3 | ZAN 1 | ZAN 2 | ZAN 3 | SPA 1 | SPA 2 | 23位 | 78       |

- 太字はポールポジション、斜字はファステストラップ。(key)

### ユーロカップ・フォーミュラ・ルノー2.0
| 年                | チーム                         | 1         | 2       | 3       | 4        | 5        | 6         | 7        | 8       | 9        | 10       | 11        | 12        | 13       | 14      | 順位 | ポイント |
| ----------------- | ------------------------------ | --------- | ------- | ------- | -------- | -------- | --------- | -------- | ------- | -------- | -------- | --------- | --------- | -------- | ------- | ---- | -------- |
| 2012年 （英語版） | R-ace GP （英語版）            | ALC 1 Ret | ALC 2 7 | SPA 1 3 | SPA 2 25 | NÜR 1 32 | NÜR 2 3   | MSC 1 14 | MSC 2 8 | HUN 1 11 | HUN 2 11 | LEC 1 Ret | LEC 2 Ret | CAT 1 10 | CAT 2 6 | 10位 | 49       |
| 2013年 （英語版） | テック1・レーシング （英語版） | ALC 1 3   | ALC 2 9 | SPA 1 2 | SPA 2    | MSC 1    | MSC 2 Ret | RBR 1 7  | RBR 2   | HUN 1    | HUN 2 5  | LEC 1     | LEC 2 5   | CAT 1 3  | CAT 2 6 | 1位  | 195      |

- 太字はポールポジション、斜字はファステストラップ。(key)

### フォーミュラ・ルノー2.0 アルプス・シリーズ
| 年                | チーム                         | 1       | 2       | 3       | 4       | 5     | 6     | 7     | 8     | 9     | 10    | 11       | 12      | 13    | 14    | 順位 | ポイント |
| ----------------- | ------------------------------ | ------- | ------- | ------- | ------- | ----- | ----- | ----- | ----- | ----- | ----- | -------- | ------- | ----- | ----- | ---- | -------- |
| 2013年 （英語版） | テック1・レーシング （英語版） | VLL 1 3 | VLL 2 4 | IMO 1 2 | IMO 2 4 | SPA 1 | SPA 2 | MNZ 1 | MNZ 2 | MIS 1 | MIS 2 | MUG 1 11 | MUG 2 3 | IMO 1 | IMO 2 | 6位  | 72       |

- 太字はポールポジション、斜字はファステストラップ。(key)

### フォーミュラ・ルノー3.5 シリーズ
| 年                | チーム                                | 1       | 2       | 3       | 4     | 5       | 6       | 7       | 8        | 9     | 10       | 11      | 12      | 13      | 14      | 15    | 16      | 17      | 順位 | ポイント |
| ----------------- | ------------------------------------- | ------- | ------- | ------- | ----- | ------- | ------- | ------- | -------- | ----- | -------- | ------- | ------- | ------- | ------- | ----- | ------- | ------- | ---- | -------- |
| 2014年 （英語版） | アーデン・モータースポーツ （英語版） | MNZ 1 3 | MNZ 2 5 | ALC 1 9 | ALC 2 | MON 1 7 | SPA 1 2 | SPA 2 4 | MSC 1 18 | MSC 2 | NÜR 1 20 | NÜR 2 8 | HUN 1 2 | HUN 2 3 | LEC 1 2 | LEC 2 | JER 1 6 | JER 2 4 | 2位  | 192      |

- 太字はポールポジション、斜字はファステストラップ。(key)

### GP2シリーズ
| 年                | エントラント                      | 1           | 2          | 3          | 4          | 5           | 6          | 7           | 8         | 9         | 10        | 11        | 12        | 13          | 14          | 15          | 16         | 17         | 18          | 19         | 20         | 21         | 22         | DC   | ポイント |
| ----------------- | --------------------------------- | ----------- | ---------- | ---------- | ---------- | ----------- | ---------- | ----------- | --------- | --------- | --------- | --------- | --------- | ----------- | ----------- | ----------- | ---------- | ---------- | ----------- | ---------- | ---------- | ---------- | ---------- | ---- | -------- |
| 2014年 （英語版） | ケータハム・レーシング （英語版） | BHR FEA     | BHR SPR    | CAT FEA    | CAT SPR    | MON FEA     | MON SPR    | RBR FEA     | RBR SPR   | SIL FEA   | SIL SPR   | HOC FEA   | HOC SPR   | HUN FEA     | HUN SPR     | SPA FEA     | SPA SPR    | MNZ FEA 17 | MNZ SPR Ret | SOC FEA 11 | SOC SPR 11 | YMC FEA 21 | YMC SPR 18 | 29位 | 0        |
| 2015年 （英語版） | DAMS                              | BHR FEA Ret | BHR SPR 22 | CAT FEA 7  | CAT SPR 3  | MON FEA 14  | MON SPR 10 | RBR FEA 13  | RBR SPR 6 | SIL FEA 4 | SIL SPR 3 | HUN FEA 2 | HUN SPR 8 | SPA FEA 19  | SPA SPR Ret | MNZ FEA Ret | MNZ SPR 12 | SOC FEA 2  | SOC SPR 5   | BHR FEA 6  | BHR SPR 7  | YMC FEA 5  | YMC SPR C  | 8位  | 110      |
| 2016年 （英語版） | プレマ・レーシング                | CAT FEA 3   | CAT SPR 2  | MON FEA 15 | MON SPR 13 | BAK FEA Ret | BAK SPR 2  | RBR FEA Ret | RBR SPR 7 | SIL FEA 1 | SIL SPR 7 | HUN FEA 1 | HUN SPR 7 | HOC FEA DSQ | HOC SPR 6   | SPA FEA 1   | SPA SPR 4  | MNZ FEA 4  | MNZ SPR 2   | SEP FEA 11 | SEP SPR 3  | YMC FEA 1  | YMC SPR 9  | 1位  | 219      |

- 太字はポールポジション、斜字はファステストラップ。(key)

### フォーミュラE
| 年        | チーム         | シャシー          | パワートレイン | 1   | 2   | 3   | 4   | 5   | 6   | 7   | 8   | 9     | 10    | 11  | 12  | 順位 | ポイント |
| --------- | -------------- | ----------------- | -------------- | --- | --- | --- | --- | --- | --- | --- | --- | ----- | ----- | --- | --- | ---- | -------- |
| 2016-17年 | ルノー・e.dams | スパーク・SRT01-e | ルノー Z.E. 16 | HKG | MAR | BUE | MEX | MON | PAR | BER | BER | NYC 7 | NYC 4 | MTL | MTL | 16位 | 18       |

- 太字はポールポジション、斜字はファステストラップ。(key)

### スーパーフォーミュラ
| 年     | チーム     | エンジン | 1      | 2      | 2     | 3     | 4     | 5     | 6     | 7     | 7     | DC  | ポイント |
| ------ | ---------- | -------- | ------ | ------ | ----- | ----- | ----- | ----- | ----- | ----- | ----- | --- | -------- |
| 2017年 | Team Mugen | ホンダ   | SUZ 10 | OKA 19 | OKA 7 | FUJ 5 | MOT 1 | AUT 1 | SUG 2 | SUZ C | SUZ C | 2位 | 33       |

- 太字はポールポジション、斜字はファステストラップ。(key)

### フォーミュラ1
| 年     | エントラント   | シャシー | エンジン                     | 1       | 2         | 3       | 4        | 5        | 6       | 7      | 8       | 9        | 10       | 11       | 12      | 13        | 14      | 15     | 16      | 17      | 18     | 19       | 20      | 21       | 22      | 23     | 24    | WDC   | ポイント |
| ------ | -------------- | -------- | ---------------------------- | ------- | --------- | ------- | -------- | -------- | ------- | ------ | ------- | -------- | -------- | -------- | ------- | --------- | ------- | ------ | ------- | ------- | ------ | -------- | ------- | -------- | ------- | ------ | ----- | ----- | -------- |
| 2017年 | トロ・ロッソ   | STR12    | ルノー R.E.17 1.6 V6 t       | AUS     | CHN       | BHR     | RUS      | ESP      | MON     | CAN    | AZE     | AUT      | GBR      | HUN      | BEL     | ITA       | SIN     | MAL 14 | JPN 13  | USA     | MEX 13 | BRA 12   | ABU 16  |          |         |        |       | 21位  | 0        |
| 2018年 | トロ・ロッソ   | STR13    | ホンダ RA618H 1.6 V6 t       | AUS Ret | BHR 4     | CHN 18  | AZE 12   | ESP Ret  | MON 7   | CAN 11 | FRA Ret | AUT 11   | GBR 13   | GER 14   | HUN 6   | BEL 9     | ITA 14  | SIN 13 | RUS Ret | JPN 11  | USA 12 | MEX 10   | BRA 13  | ABU Ret  |         |        |       | 15位  | 29       |
| 2019年 | レッドブル     | RB15     | ホンダ RA619H 1.6 V6 t       | AUS 11  | BHR 8     | CHN 6   | AZE Ret  | ESP 6    | MON 5   | CAN 8  | FRA 10  | AUT 7    | GBR 4    | GER 14†  | HUN 6   |           |         |        |         |         |        |          |         |          |         |        |       | 7位   | 95       |
| 2019年 | トロ・ロッソ   | STR14    | ホンダ RA619H 1.6 V6 t       |         |           |         |          |          |         |        |         |          |          |          |         | BEL 9     | ITA 11  | SIN 8  | RUS 14  | JPN 7   | MEX 9  | USA 16†  | BRA 2   | ABU 18   |         |        |       | 7位   | 95       |
| 2020年 | アルファタウリ | AT01     | ホンダ RA620H 1.6 V6 t       | AUT 7   | STY 15    | HUN Ret | GBR 7    | 70A 11   | ESP 9   | BEL 8  | ITA 1   | TUS Ret  | RUS 9    | EIF 6    | POR 5   | EMI Ret   | TUR 13  | BHR 6  | SKH 11  | ABU 8   |        |          |         |          |         |        |       | 10位  | 75       |
| 2021年 | アルファタウリ | AT02     | ホンダ RA621H 1.6 V6 t       | BHR 17† | EMI 7     | POR 10  | ESP 10   | MON 6    | AZE 3   | FRA 7  | STY Ret | AUT 9    | GBR 1112 | HUN 5    | BEL 6‡  | NED 4     | ITA Ret | RUS 13 | TUR 6   | USA Ret | MXC 4  | SÃO 78   | QAT 11  | SAU 6    | ABU 5   |        |       | 9位   | 110      |
| 2022年 | アルファタウリ | AT03     | レッドブル RBPTH001 1.6 V6 t | BHR Ret | SAU 8     | AUS 9   | EMI 1217 | MIA Ret  | ESP 13  | MON 11 | AZE 5   | CAN 14   | GBR Ret  | AUT 15   | FRA 12  | HUN 12    | BEL 9   | NED 11 | ITA 8   | SIN 10  | JPN 18 | USA 14   | MXC 11  | SÃO 1410 | ABU 14  |        |       | 14位  | 23       |
| 2023年 | アルピーヌ     | A523     | ルノー E-Tech RE23 1.6 V6 t  | BHR 9   | SAU 9     | AUS 13† | AZE 1413 | MIA 8    | MON 7   | ESP 10 | CAN 12  | AUT 1015 | GBR 18†  | HUN Ret  | BEL 113 | NED 3     | ITA 15  | SIN 6  | JPN 10  | QAT 129 | USA 67 | MXC 11   | SÃO 713 | LVG 11   | ABU 13  |        |       | 11位  | 62       |
| 2024年 | アルピーヌ     | A524     | ルノー E-Tech RE24 1.6 V6 t  | BHR 18  | SAU Ret   | AUS 13  | JPN 16   | CHN 1315 | MIA 129 | EMI 16 | MON 10  | CAN 9    | ESP 9    | AUT 1012 | GBR DNS | HUN Ret   | BEL 13  | NED 9  | ITA 15  | AZE 12  | SIN 17 | USA 1214 | MXC 10  | SÃO 37   | LVG Ret | QAT 59 | ABU 7 | 10位  | 42       |
| 2025年 | アルピーヌ     | A525     | ルノー E-Tech RE25 1.6 V6 t  | AUS 11  | CHN DSQ12 | JPN 13  | BHR 7    | SAU Ret  | MIA 138 | EMI 13 | MON Ret | ESP 8    | CAN 15   | AUT 13   | GBR 6   | BEL 10Ret | HUN 19  | NED    | ITA     | AZE     | SIN    | USA      | MXC     | SÃO      | LVG     | QAT    | ABU   | 14位* | 20*      |

- 太字はポールポジション、斜字はファステストラップ。(key)
- † : リタイアだが、90%以上の距離を走行したため規定により完走扱い。
- 決勝順位右上の小数字はスプリント予選・スプリントレースでの順位。
- ‡ : ハーフポイント。レース周回数が75%未満で終了したため、得点が半分となる。
- * : 現状の今シーズン順位。